# Любимов, Григорий Александрович
Григо́рий Алекса́ндрович Люби́мов (23 июня 1932, Москва — 7 марта 2023, Москва, там же) — советский и российский учёный в области механики сплошных сред, доктор физико-математических наук (1965), заслуженный деятель науки Российской Федерации (2000).

## Биография
Родился в семье кадрового военного; двоюродный брат — учёный-механик Ю. Л. Якимов (1931—2010). В июле 1942 года отец погиб на фронте Великой Отечественной войны.
В 1950 году с золотой медалью окончил среднюю школу в Москве. Под влиянием В. Ф. Болховитинова в 1950 году поступил на механико-математический факультет МГУ, который окончил с отличием в 1955 году. Ученик академиков Л. И. Седова и Г. Г. Чёрного. В 1958—1960 годах — младший научный сотрудник кафедры гидромеханики механико-математического факультета МГУ. Кандидат физико-математических наук (1958), тема диссертации: «Метод решения задач газодинамики и магнитогидродинамики о течениях с сильными ударными волнами».
С мая 1960 года работал в Институте механики МГУ (заведующий лабораторией общей гидромеханики (1960—2004), главный научный сотрудник (с 2004) Доктор физико-математических наук (1965), тема диссертации: «Магнитогидродинамические течения с узкими слоями резкого изменения параметров потока и поля», профессор (1973). Создатель теории ионизирующих ударных волн (1959, с А. Г. Куликовским).
Опубликовал более 150 научных статей по газовой динамике, магнитной гидродинамике и динамике плазмы, биомеханике. Подготовил 14 кандидатов наук.
Был председателем Научного совета РАН по биомеханике, заместителем председателя Российского национального комитета по теоретической и прикладной механике (до 2011 года), ответственным секретарём редакции журнала «Известия РАН. Механика жидкости и газа».
В 1992 году выступил с предложением воссоздать церковь Мученицы Татианы при МГУ.
Жена — Татьяна Максимилиановна Баранович, кандидат физико-математических наук, профессор МИЭМ.
Скончался 7 марта 2023 года. Похоронен на Ваганьковском кладбище (28 уч.).

## Признание и награды
- Почётное звание «Заслуженный деятель науки Российской Федерации» (2000) — за заслуги в научной деятельности[7]
- Лауреат Государственной премии Российской Федерации (2003, с соавторами) — за работу «Нелинейные волны в сплошных средах, описываемые гиперболическими системами уравнений высокого порядка: разрывы и их структуры»
- Лауреат премии имени С. А. Чаплыгина АН СССР (1973) — за монографию «Магнитогидродинамические течения в каналах» (в соавт.)
- Заслуженный научный сотрудник МГУ (2003)
- Орден святого благоверного князя Даниила Московского III степени (2005)

## Основные труды
- Магнитная гидродинамика Учебник. 1-е издание (1962, с А. Г. Куликовским)
- Магнитогидродинамические течения в каналах (1972, с А. Б. Ватажиным, С. А. Регирером)